# Georgia Beikoff
Georgia Kate Beikoff (nascida em 13 de maio de 1993) é uma atleta paralímpica australiana.

## Participação paralímpica
Foi selecionada para representar a Austrália nos Jogos Paralímpicos de Verão de 2012 no atletismo, onde competiu nas provas do lançamento de dardo e 4x100 metros (da natação), ambas na categoria T35–38. No dardo, ela atingiu a melhor marca pessoal logo na primeira tentativa ao arremessar a 29,84 metros e ficou com a medalha de bronze.

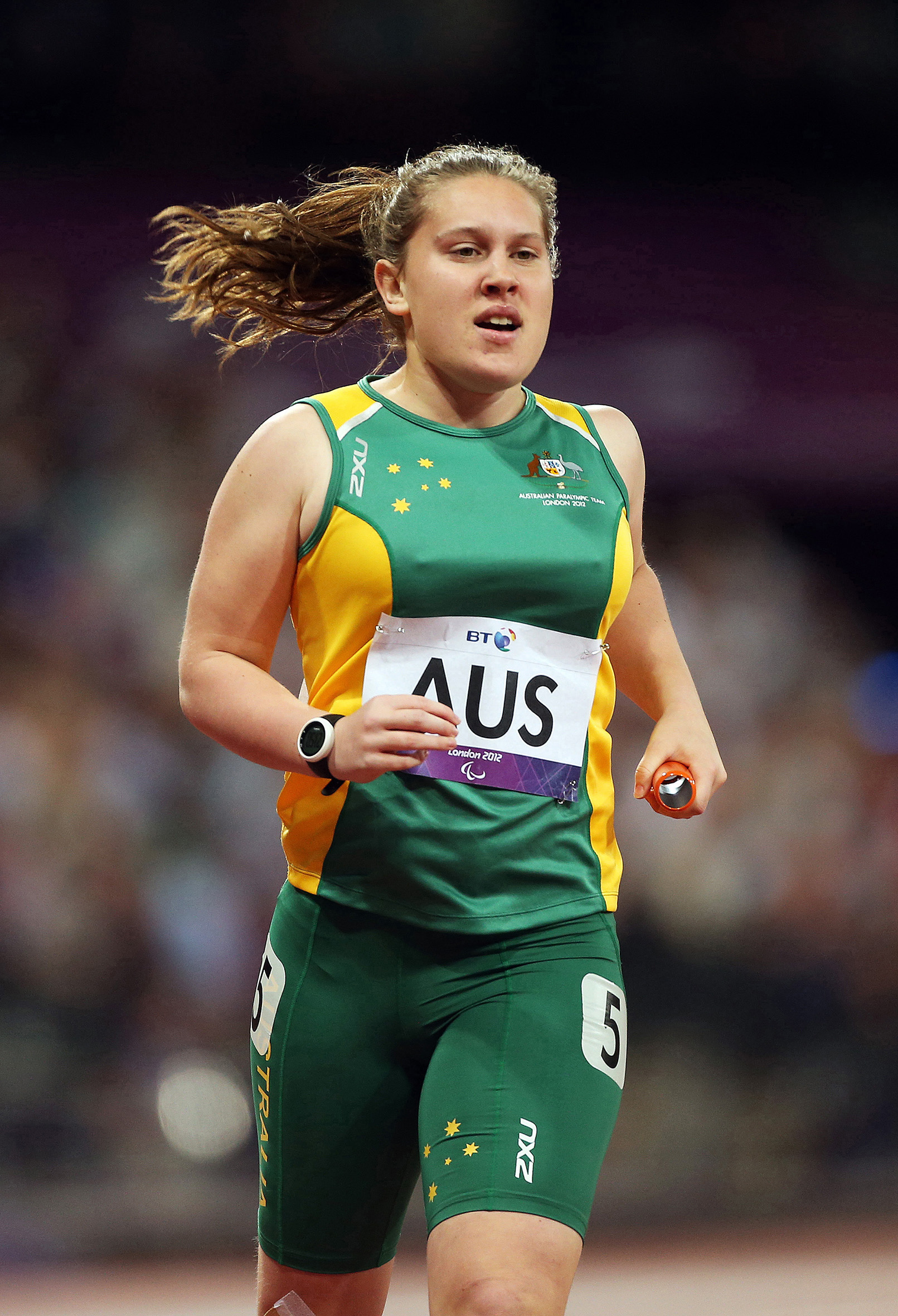
Georgia Beikoff disputando a Paralimpíada de Londres, em 2012.

## Biografia
Georgia nasceu em Wollongong, Nova Gales do Sul, no dia 13 de maio de 1993 e se formou em 2010 na Faculdade Cristã de São Filipe. Atualmente, reside em Valentine, na Nova Gales do Sul, e é uma estudante desde 2012. Georgia tem paralisia cerebral.